# Jani Khel (district)
Jani Khel is een van de 11 districten van de provincie Paktiyā in Afghanistan. Jani Khel heeft 18.000 inwoners. Het districtscentrum ligt in Jani Khel.

## Bestuurlijke indeling
Het district Jani Khel is onderverdeeld in 44 plaatsen:
- Qala-i-Rais
- Ghozak
- Kezhakay
- Wech Peray
- Zira
- Khyalay
- Kosin Kholeh
- Morak
- Ayubkhel (2)
- Wechkeray
- Meran
- Kazha
- Pala
- Gerday Khola
- Lador Kholeh
- Terkhajay
- Mochay
- Mewakol
- Shetay Khoajori
- Sarmastay
- Ayubkhel (1)
- Oluswali Janikhele Mangal
- Maydan Kholeh
- Barakhel
- Khalil
- Kotgay
- Wocha Kholeh
- Mogi Dershe
- Drande Kalay
- Belza'i
- Muti
- Khebay
- Lmarkhelo Zawara
- Ghara
- Baryamay
- Mushay
- Dangar
- Lmarkhel
- Mana
- Rabat
- Hasanzai
- Seway Kot
- Chelam
- Jani Khel

Ahmadabad · Chamkani · Dand-Wa-Patan · Gardez · Jaji · Jani Khel · Lija Ahmad Khel · Sayid Karam · Shwak · Wuza Zadran · Zurmat